# Estação Ecológica Jataí
A Estação Ecológica Jataí é uma unidade de conservação estado brasileira localizada no município de Luiz Antônio, em São Paulo. Foi criada em 15 de junho de 1982, com 4.532,18 hectares, mas em 2002, teve sua área ampliada para os atuais 9.010 hectares. Preserva os maiores remanescentes de cerrado do estado de São Paulo, e na unidade de conservação ocorrem espécies típicas desse bioma, como o lobo-guará e o tamanduá-bandeira. É o único local em que se obteve a reintrodução do cervo-do-pantanal com sucesso, cervídeo que corre sério risco de extinção no estado.